# Maria Radner
Maria Radner (Düsseldorf, Renania del Norte-Westfalia, Alemania, 7 de mayo de 1981-macizo de Estrop, Alpes franceses de Provenza, 24 de marzo de 2015) fue una contralto alemana de ópera.

## Biografía

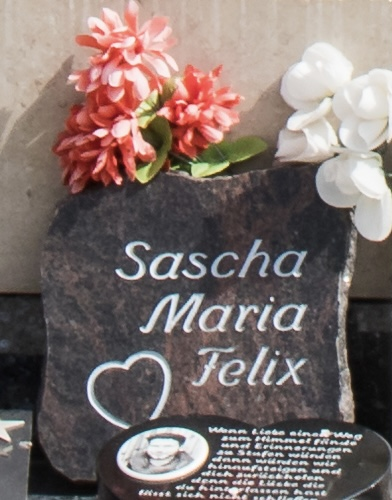
Memorial a Radner y su familia en el cementerio de Le Vernet.

Maria Radner estudió en la escuela Robert Schumann de Düsseldorf. Cantante lírica de voz grave, interpretó los roles operísticos más importantes para contralto de Richard Wagner como Erda en El anillo del Nibelung, Schwertleite en La valquiria, o la Primera Norna en el El ocaso de los dioses en su debut en el Metropolitan de Nueva York.
También frecuentó el concierto como la Sinfonía nº 2 Resurrección de Gustav Mahler dirigida por Antonio Pappano, en Roma y Milán.
Radner murió el 24 de marzo de 2015, junto con su esposo Sascha Schenk y su pequeño hijo, Félix, y su compañero de profesión Oleg Bryjak, cuando Andreas Lubitz, el copiloto del Vuelo 9525 de Germanwings estrelló el avión, cerca de Prads Alta Bléone, Alpes-de-Haute-Provence, Francia. Ella y Bryjak regresaban de actuar en Sigfrido de Richard Wagner en el Gran Teatro del Liceo de Barcelona.